# Jeremy Borash
Jeremy Borash (Minneapolis, 19 luglio 1974) è un dirigente e commentatore sportivo statunitense sotto contratto con la WWE, dove svolge il ruolo di produttore.
Dal 2002 al 2017 ha lavorato per la Total Nonstop Action.